# Andrew Wommack

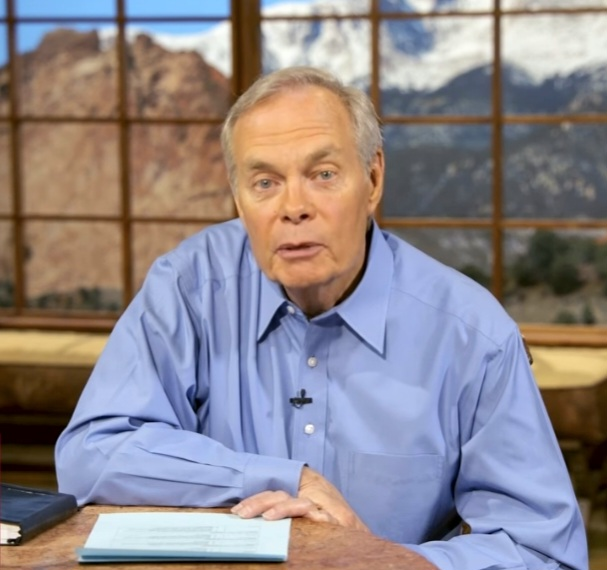
Andrew Wommack

Andrew Wommack is een Amerikaanse televisiedominee en gebedsgenezer met wortels in de evangelische en pinksterbeweging. 

## Groei
Wommack preekt al sinds 1969. Hij trouwde zijn vrouw Jamie in 1972 en heeft twee zonen met haar. In 1976 begon hij zijn eerste radioprogramma Gospel Truth op een klein lokaal country-and-westernmuziekstation in Texas. Dit programma wordt nog tot op heden uitgezonden. Wommack stichtte in 1978 Andrew Wommack Ministries, Inc. en verhuisde naar Colorado Springs in 1980. In 2000 werd zijn eerste televisieprogramma Gospel Truth uitgezonden. De respons van het publiek was enorm en nadien groeide zijn televisienetwerk gestaag. Tegenwoordig heet zijn dagelijkse tv-programma Gospel Truth with Andrew Wommack en wordt over de hele wereld uitgezonden. In Nederland wordt zijn programma op Family7 uitgezonden.

## Scholen
Wommack heeft over de hele wereld gemeenten, scholen en 'universiteiten' opgericht waar zijn charismatische leer wordt verkondigd en onderwezen. De grootste school, Charis Bible College (CBC), oorspronkelijk Colorado Bible College (geopend in 1994), bevindt zich in Colorado Springs.

## Kritiek
Naast instemming met zijn conservatief-evangelische standpunten is er ook kritiek op zijn soms onwaarschijnlijke en onverifieerbare beweringen. Hij is aanhanger van de richting Woord van Geloof binnen de pinksterbeweging. De Woord van Geloof-beweging leert dat fysieke genezing onderdeel is van Christus' verzoening en daarom beschikbaar is in het hier en nu voor allen die vast genoeg geloven. Zo beweert Wommack dat hij talloze genezingen heeft verricht en zelfs doden opgewekt heeft, onder wie zijn eigen zoon.